# Idiops tolengo
Espèce
Idiops tolengo est une espèce d'araignées mygalomorphes de la famille des Idiopidae.

## Distribution
Cette espèce est endémique de la province de Santiago del Estero en Argentine,.

## Description
La femelle holotype mesure 15,70 mm.

## Publication originale
- Ferretti, Nime & Mattoni, 2017 : Three new Idiops (Mygalomorphae: Idiopidae) from Argentina and redescription of the male of I. hirsutipedis Mello-Leitão, 1941. Journal of Natural History, vol. 51, no 17/18, p. 975-994.